# Malafemmena (film)
Malafemmena è un film del 1957 diretto da Armando Fizzarotti, al suo ultimo film, ispirato alla omonima celebre canzone di Totò.

## Trama
Napoli. Rosa Belfiore è una bella ma lunatica e volubile ragazza, che si diverte ad affascinare gli uomini mettendoli l'uno contro l'altro: due cugini, Eduardo e Michele, entrambi di lei innamorati, giungono al punto di battersi a duello; uno dei due, Michele, primo fidanzato della ragazza, uccide Eduardo e si sottrae alla condanna, rifugiandosi in Francia. Rosa non resta affatto impressionata dal luttuoso avvenimento ed egoisticamente pensa soltanto al modo di guadagnare molti quattrini e quando le propongono un favoloso contratto per prodursi all'estero come ballerina, crede che l'occasione propizia sia giunta. Ma i compiacenti impresari non sono che dei figuri dediti alla tratta delle bianche, ed è un miracolo se Rosa riesce a sottrarsi al tranello. Di lì a poco ella fa amicizia con Angelo, un cantante italiano ritornato da poco in patria, dopo una permanenza di dieci anni negli Stati Uniti. Dall'amicizia nasce un serio amore ed Angelo sposa Rosa conducendola al suo paesello d'origine sperando di vincere la diffidenza dei propri genitori, gente di campagna all'antica. Ma fra la giovane donna ed i suoceri sorgono da subito dei contrasti che si acuiscono fino a portarla alla separazione. A complicare le cose riappare Michele, l'antico fidanzato, tornato dalla Francia, il quale non può sopportare che Rosa sia di un altro, e tenta di rapirla, ma muore in un conflitto con i carabinieri. Questa tragedia scuote finalmente Rosa che comprende che la via da seguire è quella che la porta ad implorare il perdono del marito. Ma un fortuito incidente porterà alla tragica conclusione della sua esistenza: il fienile, dove sono a colloquio Rosa e la madre di Angelo, prende fuoco. Rosa salverà la suocera ma non riuscirà a salvare sé stessa: ella morrà tra le braccia di Angelo, ottenendo il suo perdono.

## Produzione
La pellicola, a carattere musicale, è ascrivibile al filone dei melodrammi sentimentali strappalacrime, allora in voga tra il pubblico italiano, poi ribattezzato dalla critica con il termine neorealismo d'appendice.
Gli interni furono girati negli stabilimenti De Laurentiis a Roma, mentre gli esterni furono interamente realizzati a Napoli.